# Ziua Zamenhof
Ziua Zamenhof (în esperanto Zamenhofa Tago), numită și Ziua Esperanto, este sărbătorită pe 15 decembrie, ziua de naștere a creatorului limbii esperanto L. L. Zamenhof. Ea este ziua cea mai sărbătorită în cultura esperanto.
Istoria celebrării limbii esperanto în ziua de naștere a lui Zamenhof datează din 17 decembrie 1878, când la o petrecere organizată cu prilejul aniversării vârstei de 19 ani el a prezentat prietenilor săi creația sa, Lingwe uniwersala, prima versiune a unei limbi de circulație internațională. Prin 1887, această limbă a evoluat în ceea ce este acum recunoscută ca limba esperanto, el publicând atunci Unua Libro.
Astăzi, mulți vorbitori de esperanto cumpără în plus o carte în limba esperanto în această perioadă a anului. Există, de asemenea, întâlniri și petreceri speciale ale esperantiștilor în întreaga lume pentru a sărbători această zi, care este folosită ca un motiv pentru ca esperantiștii să se adune împreună în timpul vacanței de iarnă. 
Unii vorbitori de limba esperanto, care nu doreau să-și petreacă singuri sărbătorile, au sugerat sărbătorirea la 15 decembrie a Zilei Literaturii Esperanto. Astfel, ei încurajează organizațiile esperanto care țin adunări în acea zi să adauge programului recenzii de cărți sau lecturi de poezii sau să anunțe publicarea unei noi cărți. La nivel individual, se poate cumpăra sau se poate începe citirea unei noi cărți sau un alt mod de a sărbători literatura esperanto.

## 2009
La 15 decembrie 2009 s-au aniversat 150 de ani de la nașterea lui Zamenhof și au fost organizate mai multe evenimente culturale. La această dată, autoritățile de la Białystok au deschis un nou Centru Zamenhof, iar un simpozion ce-l onora pe Zamenhof a avut loc în New York, unde au avut loc conferințe ținute de Arika Okrent, Humphrey Tonkin și alți profesori. Motorul de căutare Google a expus un logo special (un doodle) inscripționat cu drapelul Esperanto în onoarea acestei zile, , care a determinat aproximativ 2 milioane de oameni să dea click pentru a citi articolele de pe Wikipedia despre Zamenhof sau limba esperanto.